# Дэвид Копперфилд (фильм, 1911)
«Дэвид Коперфилд» (англ. David Copperfield) — американский короткометражный драматический фильм Теодора Марстона.

## Сюжет
Фильм рассказывает о сироте, который оказывается в равнодушном мире взрослых людей и открывает для себя в нём жизнь и любовь.

## В ролях
| Актёр            | Роль |
| ---------------- | ---- |
| Флора Фостер     |      |
| Мари Элайн       |      |
| Флоренс Ла Бади  |      |
| Фрэнк Холл Крэйн |      |
| Альфонсе Этье    |      |
| Мод Фили         |      |
| Миньон Андерсон  |      |
| Уильям Гарвуд    |      |